# Brychius hornii
Brychius hornii är en skalbaggsart som beskrevs av George Robert Crotch 1873. Brychius hornii ingår i släktet Brychius och familjen vattentrampare. Inga underarter finns listade i Catalogue of Life.